# Черкасиелеватормаш
Черкасиелеватормаш — промислове підприємство у місті Черкаси.

## Історія
З 1967 року підприємство випускає обладнання для транспортування, переробки, сушіння зерна і зернопродуктів.
З 1998 року підприємство освоїло випуск екструдерів для сої, зерна, комбікормів, паливних брикетів.
З початку 2008 року «Черкасиелеватормаш» впровадив в Україні нову технологію по довгостроковому зберіганню зерна у поліетиленових мішках на відкритих майданчиках

## Продукція
Підприємство серійно випускає преси для віджиму олії (прес ОП-1000 дозволяє отримувати високоякісну соєву макуху з кінцевим ступенем олійності 5-7 %), обладнання для транспортування зерна, а також екструдери для паливних брикетів серії ЕВ, які дозволяють виробляти паливні брикети з утилізацією рослинних відходів (лушпиння соняшнику, гречки, рису; трісок і тирси твердих і м'яких порід дерева, солома, очерет, міскантус та ін). Модель Екструдер ЕВ-350-70 відрізняється наявністю вертикального підпресовщика для забезпечення стабільної роботи на соломі.
Підприємство серійно випускає для комбікормової промисловості екструдери для виробництва повножирної сої, зернових екструдатів, комбікормів для риб, собак і кішок.

## Експорт
Завдяки високій якості продукції і розумного ціноутворення більше половини випуску становить реалізація на експорт.
Серед 35 країн в яких працює обладнання підприємства, найбільш активно використовують продукцію підприємства Росії, Аргентини, Сербії, Молдови, Казахстану, Білорусі, Азербайджану, Польщі. Для забезпечення своїх клієнтів по всьому світу високим рівнем обслуговування працюють сервісні дилерські центри, у тому числі у містах: Буенос-Айрес, Новий-Сад, Москва, Благовєщенськ, Кишинів, Оспедалетто-Еуганео.

## Популяризація екструзійних технологій
З метою популяризації та розвитку екструзійних технологій у сільському господарстві, харчовій промисловості та біоенергетиці Черкасиелеватормаш проводить регулярні міжнародні науково-практичні конференції і семінари Екструтек (за участю інших виробників обладнання у тісному співробітництві з провідними науковими інститутами).
Основними темами конференцій є розвиток технологій отримання за допомогою екструзії повножирної сої та соєвої макухи, соєвих текстуратів, високопоживних комбікормів, паливних брикетів.